# Krigia
Krigia es un género de plantas con flores perteneciente a la familia Asteraceae.

## Descripción
Son plantas herbáceas anuales o perennes, con raíces fibrosas. Tiene látex de color blanco. Tallos erectos o ascendentes, a veces ligeramente ascendente a partir de una base de difusión, finamente estriados, glabros o pilosos. Las hojas son todas basales y alternas, glabras o pilosas, sésiles o corto y largo pecioladas. Las hojas son enteras o pinnado-lobuladas, lineares a lanceoladas, ovadas u oblongo-ovadas a grandes rasgos, los márgenes enteros o muy espaciados, ampliamente triangular, con una vena principal visible. Las inflorescencias son de flores solitarias en la punta del tallo o rama terminal.  Flores liguladas 60 por cabeza. Corola de color amarillo a naranja.

## Especies
- Krigia biflora
- Krigia cespitosa
- Krigia dandelion
- Krigia occidentalis
- Krigia virginica